# Nils Petter Molvær
Nils Petter Molvær (prononcé « mol-vair », [ˈmol.væɾ]), né le 18 septembre 1960 à Sula, est un trompettiste, compositeur, et producteur norvégien.
Il est considéré comme un pionnier du nu jazz et en particulier de la fusion entre jazz et musique électronique, avec son album Khmer, sorti en 1997 sur le label ECM.

## Biographie

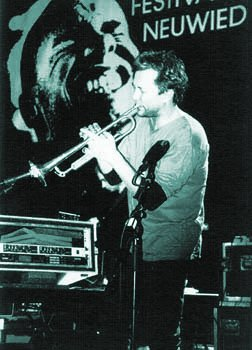

Molvær est né et a grandi sur l'île de Sula. À l'âge de dix-neuf ans, il part étudier au conservatoire de Trondheim.
Il rejoint Arild Andersen, Jon Christensen et Tore Brunborg dans le groupe Masqualero, qui tire son nom d'une composition de Wayne Shorter enregistrée originellement par Miles Davis. Ils enregistreront plusieurs albums pour ECM.
Molvær enregistrera avec d'autres artistes de chez ECM avant d'entamer une carrière solo avec son album Khmer, en 1997. Cet album de nu jazz est un assemblage de jazz, de rock, et de musique électronique, qui tranchait avec le jazz feutré associé à l'image d'ECM.
Molvaer utilise souvent une sourdine, ce qui rappelle parfois le son de Miles Davis entre les années 1970 et 1980, mais sans en être une copie conforme. Pour la première fois de son histoire, ECM réalisa des singles : Song of Sand, comportant en outre trois remixes, et Ligotage. Un second album, Solid Ether, sort en 2000, après quoi Molvær quitte ECM. Il a enregistré d'autres albums depuis, notamment NP3 en 2002 et Er en 2005, et a produit des films et des pièces de théâtre.

## Discographie

### Dans Masqualero
- 1985 : Bande À Part
- 1987 : Aero
- 1990 : Re-Enter

### En solo
Albums originaux
- 1997 : Khmer
- 2000 : Solid Ether
- 2002 : NP3
- 2005 : Er [2]
- 2005 : Edy (B.O. du film Edy)
- 2008 : Re-Vision (B.O.F. réunies en un album)
- 2009 : Hamada
- 2011 : Baboon Moon
- 2014 : Switch
- 2016 : Buoyancy
- 2018 : Nordub, 	Sly & Robbie Meet Nils Petter Molvær feat. Eivind Aarset and Vladislav Delay
- 2020 : SulaMadiana, avec Mino Cinelu
- 2021 : Stitches
- 2023 : Unifony III, avec Minco Eggersman, Theodoor Borger, Moya Brennan

Albums de reprises
- 2001 : Recoloured (remixes)
- 2004 : Streamer (2002, versions live d'anciens morceaux)
- 2005 : Remakes (remixes)

### Collaborations
- 1990 : So I Write (Sidsel Endresen)
- 1990 : Nonsentration (Jon Balke)
- 1993 : Exile (Sidsel Endresen)
- 1994 : Small Labyrinths (Marilyn Mazur)
- 1995 : Hastening Westward (Robyn Schulkowsky and Nils Petter Molvær)
- 2001 : Radioaxiom – A Dub Transmission (Bill Laswell and Jah Wobble)
- 2003 : Electra (Arild Andersen)
- 2004 : Seafarer's Song (Ketil Bjørnstad)
- 2008 : Dome (Johannes Enders)
- 2010 : Quiet Inlet (au sein de la formation Food)[3]
- 2012 : Manu Katché (Manu Katché)
- 2013 : 1/1 (avec Moritz von Oswald)
- 2023: The Harmony Codex (Avec Steven Wilson)

## Distinctions
- Nils Petter Molvaer a été récompensé deux fois en Norvège par le Spellemannprisen en 2000 et 2005.
- Prix du cinéma européen 2021 : Meilleur compositeur pour Great Freedom